# 元老院 (フランス)

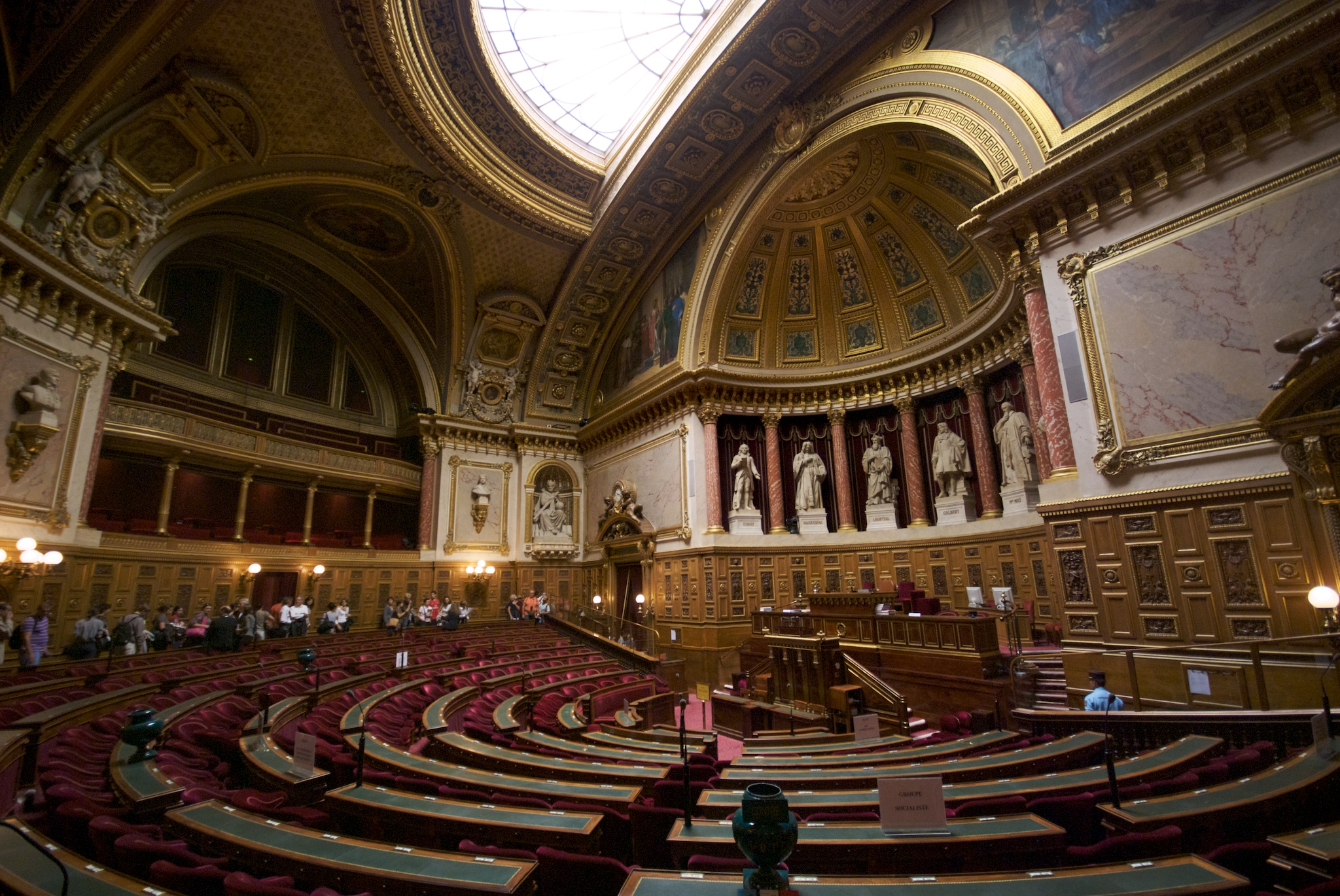
元老院議場

元老院（げんろういん、フランス語: Sénat）は、フランス国会の議院のひとつ。上院に相当し、国民議会とともに両院制の国会を構成する。
名称は古代ローマ時代の元老院（ラテン語: Senatus）に由来する。
国民議会がブルボン宮殿を議事堂としているのに対し、元老院はリュクサンブール宮殿を議事堂としている。

## 権限
国民議会とともに両院制を構成する。日本やイギリス、アメリカ合衆国と異なり、ひとつの議会を構成する議院ではなく、両者とも独立した議会である。内閣の信任・不信任が国民議会の専権事項とされるほか、両院の議決が一致しない際は、憲法改正を除いて、国民議会の議決が優越する。
元老院議長は大統領職が空席となった場合、大統領代行を務めることとなっている。

## 仕組み
定数は348名。被選挙権は30歳以上のフランス国民とされ、任期は6年。議席は3年ごとに半数が改選される。権限はいくつかの例外を除けば国民議会と同等と見なされている。
間接選挙が採用されており、96の本土県及び海外県4県、そして在外フランス人対象者の中からそれぞれ選挙人が構成され、彼らによって選挙が実施される。

## 沿革
- 1795年創設の Conseil des Anciens（元老会）を起源とする。
- その後、護憲元老院となり、復古王政・七月王政時代は貴族院になる。
- 第二帝政時代の1851年に Sénat（元老院）と称される。
- 第三共和政時代の1875年から1940年にも Sénat（元老院）と称される。ヴェルサイユに置かれていた。
- 第四共和政時代の1946年から1958年には Conseil de la République（共和国評議会）と称される。
- 第五共和政成立時に Sénat（元老院）となり、フランス国会の一翼を担い現在に至る。

## 会派
2023年時点の会派名および議席数は以下の通り。なお会派の準構成員には協同議員（apparentés）、さらに結び付きの緩やかな者には関連議員（ratachés）の身分が与えられ、会派別議席数を算出する場面では正規所属議員と同様に扱われる。
| 会派名                                                                                              | 略称 | 議席数 | 議席数 | 議席数 | 議席数 | 構成党派                  |
| 会派名                                                                                              | 略称 | 合計   | 所属   | 協同   | 関連   | 構成党派                  |
| --------------------------------------------------------------------------------------------------- | ---- | ------ | ------ | ------ | ------ | ------------------------- |
| 共和党グループ （Groupe Les Républicains）                                                          | LR   | 132    | 99     | 20     | 13     | 共和党（LR）など          |
| 社会党・環境・共和グループ （Groupe socialiste, écologiste et républicain）                         | SOC  | 64     | 64     | 0      | 0      | 社会党（PS）など          |
| 中道連合グループ （Groupe Union centriste）                                                         | UC   | 56     | 50     | 4      | 2      | 民主独立連合（UDI)など    |
| 民主・進歩・独立合同グループ （Groupe Rassemblement des démocrates, progressistes et indépendants） | RDPI | 22     | 20     | 2      | 0      | 再生（RE）など            |
| 共産党・共和・市民・環境グループ （Groupe communiste républicain et citoyen）                       | CRCE | 18     | 18     | 0      | 0      | フランス共産党（PCF）など |
| 独立・共和・地域グループ （Groupe Les Indépendants – République et territoires）                    | LIRT | 18     | 18     | 0      | 0      | 地平線（HOR）など         |
| 環境・連帯・地域グループ （Groupe Écologiste, solidarité et territoires）                           | EST  | 17     | 17     | 0      | 0      | なし                      |
| 民主社会・欧州合同グループ （Groupe du Rassemblement Démocratique et Social européen）              | RDSE | 16     | 16     | 0      | 0      | 左翼急進党（PRG）など     |

### 歴代議長
| 代  | 氏名                   | 着任日        | 退任日        |
| --- | ---------------------- | ------------- | ------------- |
| 1   | ガストン・モネルヴィル | 1958年12月9日 | 1968年10月2日 |
| 2   | アラン・ポエール       | 1968年10月3日 | 1992年10月1日 |
| 3   | ルネ・モノリー         | 1992年10月2日 | 1998年10月1日 |
| 4   | クリスチャン・ポンスレ | 1998年10月2日 | 2008年9月30日 |
| 5   | ジェラール・ラルシェ   | 2008年10月1日 | 2011年9月30日 |
| 6   | ジャン＝ピエール・ベル | 2011年10月1日 | 2014年9月30日 |
| (5) | ジェラール・ラルシェ   | 2014年10月1日 | （現職）      |